# Sławomir Biela
Sławomir Biela (1956) es doctor en Ciencias Físicas por la Universidad Tecnológica de Varsovia. También estudió en la Pontificia Facultad de Teología de la misma ciudad, especializándose en Teología Espiritual.
Ha escrito varias obras espirituales, traducidas a más de veinte idiomas. Entre sus títulos publicados se encuentran: "Abandonarse al Amor", "Sólo Dios Basta" y "Los dos pilares".

## Publicaciones
Slawomir Biela es autor de varios libros publicados en varios idiomas en el extranjero. Títulos en Inglés:
- God Alone Suffices (2003, ISBN 0-9721432-2-X)
- Behold I Stand and Knock (2005, ISBN 0-9721432-3-8)
- In the Arms of Mary (2005, ISBN 0-9721432-9-7)
- Open Wide the Door to Christ (2005, ISBN 0-9721432-9-7)
- The Two Pillars (2006, ISBN 1-933314-15-X)